# Jacqueline Löllingová
Jacqueline Löllingová (* 6. února 1995 Siegen) je německá skeletonistka. Závodí od roku 2007, vystudovala sportovní gymnázium ve Winterbergu a pracuje u Spolkové policie, je členkou klubu RSG Hochsauerland.
Vyhrála Zimní olympijské hry mládeže 2012 a v letech 2014 a 2015 se stala juniorskou mistryní světa. Získala zlatou medaili na mistrovství Evropy v bobech a skeletonu v soutěži žen v roce 2017. Na mistrovství světa v bobech a skeletonu zvítězila v roce 2017 v individuálním závodě a v soutěži smíšených družstev a v roce 2020 v závodě smíšených dvojic spolu s Alexanderem Gassnerem. Na Zimních olympijských hrách 2018 obsadila druhé místo. Ve Světovém poháru vyhrála dvanáct závodů a třikrát zvítězila celkově (2016/17, 2017/18 a 2019/20). Je trojnásobnou mistryní Německa (2012, 2015, 2017).